# Pavol Hurajt
Pavol Hurajt (Poprad, 4 februari 1978) is een Slowaakse biatleet. Hij vertegenwoordigde zijn vaderland op de Olympische Winterspelen 2006 in Turijn en op de Olympische Winterspelen 2010 in Vancouver.

## Carrière
Hurajt maakte zijn wereldbekerdebuut in december 1999 in Pokljuka, zijn eerste wereldbekerpunten scoorde hij in maart 2003 in Östersund. In december 2003 behaalde hij in Osrblie zijn eerste toptienklassering, twee dagen later stond de Slowaak in Osrblie voor de eerste maal in zijn carrière op het podium van een wereldbekerwedstrijd. Zijn beste eindklassering in het algemeen klassement was de negentiende plaats in het seizoen 2003/2004.
Hurajt nam tienmaal deel aan de wereldkampioenschappen biatlon, zijn beste resultaat was de veertiende plaats op de 10 kilometer sprint tijdens de wereldkampioenschappen biatlon 2008 in Östersund.
De Slowaak nam in zijn carrière tweemaal deel aan de Olympische Winterspelen. Op de Olympische Winterspelen van 2006 in Turijn was zijn beste prestatie de vierentwintigste plaats op de 12,5 kilometer achtervolging. Tijdens de Olympische Winterspelen van 2010 in Vancouver veroverde Hurajt de bronzen medaille op de 15 kilometer massastart, daarnaast eindigde hij als vijfde op de 20 kilometer individueel en als zevende op de 10 kilometer sprint.

## Resultaten

### Olympische Spelen
| Jaar | Plaats    | Resultaten |
| ---- | --------- | --- |
| 2006 | Turijn    | 29e 20 km individueel 29e 10 km sprint 24e 12,5 km achtervolging 15e 4x7,5 km estafette                        |
| 2010 | Vancouver | 5e 20 km individueel · 7e 10 km sprint · 16e 12,5 km achtervolging · 15 km massastart · 14e 4x7,5 km estafette |

### Wereldkampioenschappen
| Jaar | Plaats           | Resultaten |
| ---- | ---------------- | --- |
| 2000 | Oslo             | 76e 20 km individueel 80e 10 km sprint                                                                                             |
| 2001 | Pokljuka         | 74e 20 km individueel 68e 10 km sprint 18e 4x7,5 km estafette                                                                      |
| 2003 | Chanty-Mansiejsk | 23e 20 km individueel 19e 10 km sprint 26e 12,5 km achtervolging 14e 4x7,5 km estafette                                            |
| 2004 | Oberhof          | 49e 20 km individueel 74e 10 km sprint 10e 4x7,5 km estafette                                                                      |
| 2005 | Hochfilzen       | 83e 20 km individueel 70e 10 km sprint 14e 4x7,5 km estafette                                                                      |
| 2005 | Chanty-Mansiejsk | 16e Gemengde estafette |
| 2007 | Antholz          | 38e 20 km individueel 83 10 km sprint 15e 4x7,5 km estafette                                                                       |
| 2008 | Östersund        | 46e 20 km individueel 14e 10 km sprint 20e 12,5 km achtervolging 19e 15 km massastart 9e 4x7,5 km estafette 14e Gemengde estafette |
| 2009 | Pyeongchang      | 40e 20 km individueel 20e 10 km sprint 53e 12,5 km achtervolging 9e 4x7,5 km estafette 10e Gemengde estafette                      |
| 2010 | Chanty-Mansiejsk | 14e Gemengde estafette |
| 2011 | Chanty-Mansiejsk | 23e 20 km individueel 96e 10 km sprint 18e 4x7,5 km estafette 12e Gemengde estafette                                               |

### Wereldbeker
Eindklasseringen
| Seizoen   | Algemeen | Individueel | Sprint | Achtervolging | Massastart |
| --------- | -------- | ----------- | ------ | ------------- | ---------- |
| 2002/2003 | 51e      |             |        |               |            |
| 2003/2004 | 19e      |             |        |               |            |
| 2004/2005 | 59e      |             |        |               |            |
| 2005/2006 | 77e      |             |        |               |            |
| 2007/2008 | 56e      |             |        |               |            |
| 2008/2009 | 52e      |             |        |               |            |
| 2009/2010 | 24e      |             |        |               |            |
| 2010/2011 | 48e      |             |        |               |            |